# Fedora (Dakota Południowa)
Fedora – jednostka osadnicza w Stanach Zjednoczonych, w stanie Dakota Południowa, w hrabstwie Miner.